# Museo civico e della ceramica cerretese
Il Museo civico e della ceramica cerretese è un'esposizione permanente dedicata alla tradizione ceramica di Cerreto Sannita, in provincia di Benevento. Il museo è articolato in due sezioni: 
- la sezione della ceramica antica, contenente prevalentemente ceramiche cerretesi risalenti in gran parte ai secoli XVII-XVIII-XIX e provenienti prevalentemente dalla raccolta dell'ex Istituto statale d'arte di Cerreto Sannita e da collezioni private (Mazzacane, Pescitelli, Biondi, Barbieri, Massarelli, Pastore ecc);
- la sezione della ceramica contemporanea, che raccoglie le opere in ceramica donate dagli artisti che hanno partecipato alle biennali di arte ceramica contemporanea che si tengono a Cerreto Sannita.

## Storia del museo

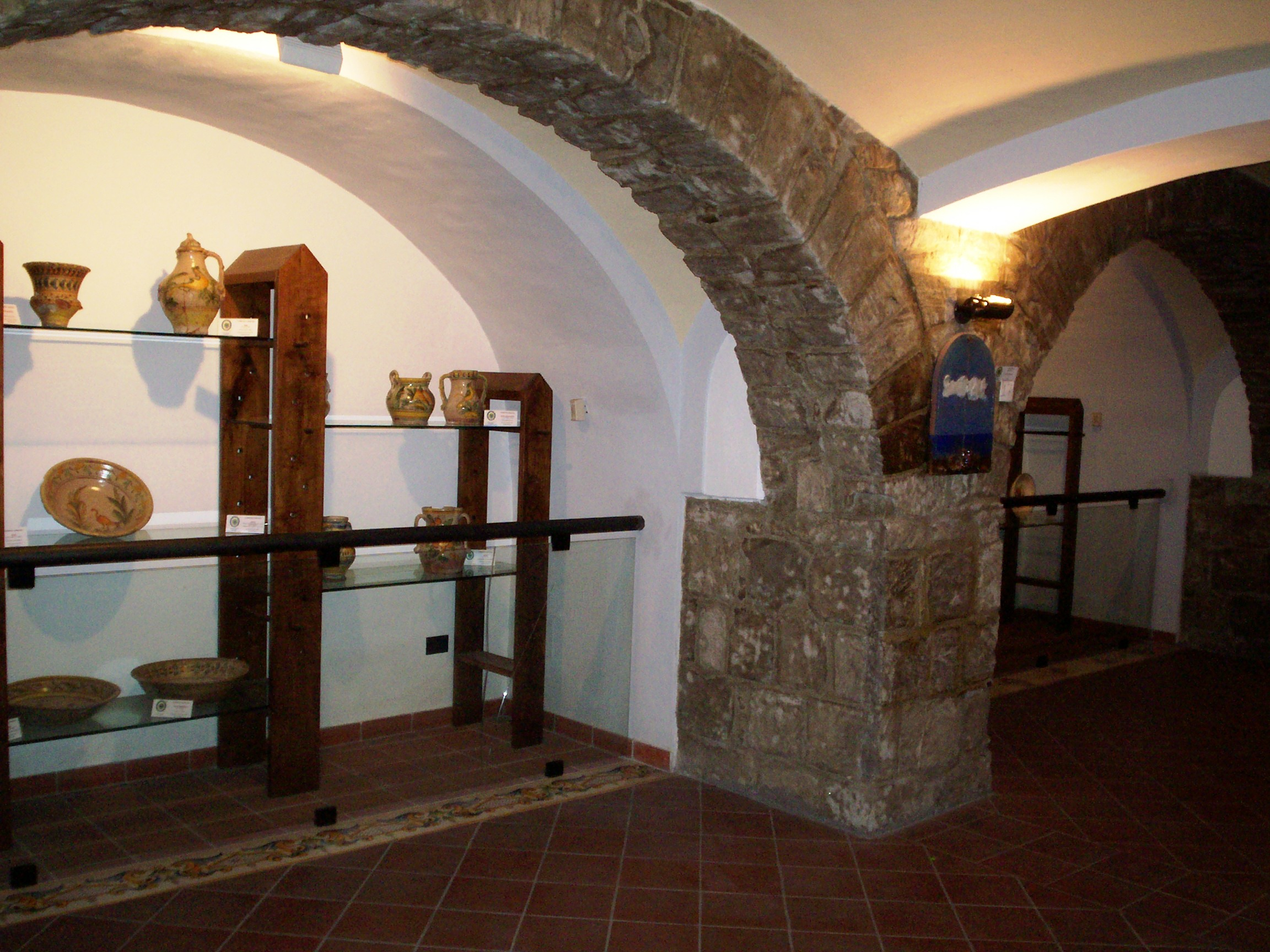
Scorcio del salone dell'ammezzato che ospita una parte della sezione della ceramica antica.

Il museo civico e della ceramica cerretese è stato istituito formalmente nel 1993 allo scopo di raccogliere i manufatti più rappresentativi dell'antica tradizione ceramica cerretese. Fino ad allora le ceramiche cerretesi erano state oggetto prevalentemente di collezionismo privato: le più importanti raccolte private di manufatti cerretesi erano quelle di Salvatore Biondi a Benevento, Vincenzo Mazzacane e Renato Pescitelli a Cerreto Sannita, Guido Donatone a Napoli. L'unica collezione pubblica era quella dell'Istituto statale d'arte di Cerreto Sannita.
Come sede dell'esposizione fu scelto un vasto salone situato nel piano ammezzato di palazzo Sant'Antonio. I lavori di restauro e di adeguamento furono finanziati grazie alla vendita di alcuni ex edifici scolastici situati nelle contrade rurali di Cerreto. L'inaugurazione di questo primo nucleo del museo avviene nel 1995. Durante tale occasione vengono esposte anche alcune delle più prestigiose ceramiche cerretesi conservate nel Museo del Sannio di Benevento.
Con l'acquisizione dei locali del "cantinone" (sottostanti il salone del piano ammezzato) avvenuta nei primi anni del XXI secolo, lo spazio espositivo si è più che raddoppiato grazie anche alle sempre più numerose donazioni provenienti da famiglie (Biondi, Barbieri, Massarelli, Pastore, Pescitelli ecc) e istituzioni locali (cospicua è la collezione dell'ex istituto statale d'arte). Contestualmente si è provveduto ad inaugurare la sezione di arte ceramica contemporanea che, dopo una serie di spostamenti di sede, trova posto dal 2014 in una parte del chiostro di palazzo Sant'Antonio.
Nel 2009 ottiene il riconoscimento di "museo di interesse regionale".
Nel 2012 le collezioni museali si ampliano notevolmente grazie all'allestimento, all'interno della sezione della ceramica antica, dei 218 pezzi costituenti la Collezione Mazzacane, lasciata in deposito gratuito al Comune di Cerreto Sannita dagli eredi di Vincenzo Mazzacane, giudice, storico locale e collezionista d'arte.

## La ceramica cerretese

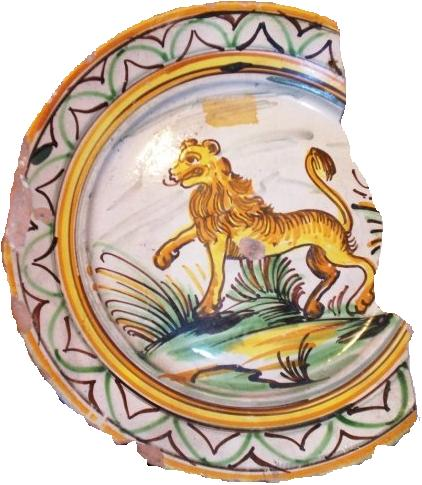
Piatto settecentesco raffigurante il leone cerretese. In altre ceramiche è raffigurato spesso un leopardo.

La ceramica cerretese ha antiche origini anche se il periodo più florido è stato quello successivo al terribile terremoto del 5 giugno 1688: la ricostruzione di Cerreto attrasse numerose maestranze forestiere ed anche alcuni ceramisti provenienti prevalentemente dall'ambito napoletano che contribuirono a dare alla ceramica cerretese propri stilemi e caratteristiche. Fra i ceramisti più importanti di questo periodo vi è Nicolò Russo, impiantatosi a Cerreto nel 1693; nella sua bottega situata a Cerreto nei pressi dell'odierna Piazza Luigi Sodo si formarono uomini che diedero vita a intere generazioni di ceramisti (i Giustiniano, i Festa, i Marchitto). La parte meridionale di Cerreto nel '700 veniva chiamata "Faenza" (dal nome città romagnola famosa in tutto il mondo per le sue ceramiche) e vi trovavano posto numerose botteghe ceramiche. Dopo i primi decenni del XVIII secolo - terminata la ricostruzione di Cerreto - la maggior parte delle nuove generazioni di ceramisti cerretesi sentì il bisogno di trasferirsi altrove: i casi più conosciuti sono quelli di Nicola Giustiniani e di Tommaso Marchitto che, dopo essersi trasferiti a Napoli, fonderanno due importanti fabbriche di ceramica. A partire dalla metà del XX secolo la tradizione ceramica cerretese ha avuto un nuovo impulso grazie ai primi studi scientifici sulla produzione ceramica locale e all'istituzione dell'Istituto d'arte.

## Collezioni

### Sezione della ceramica antica

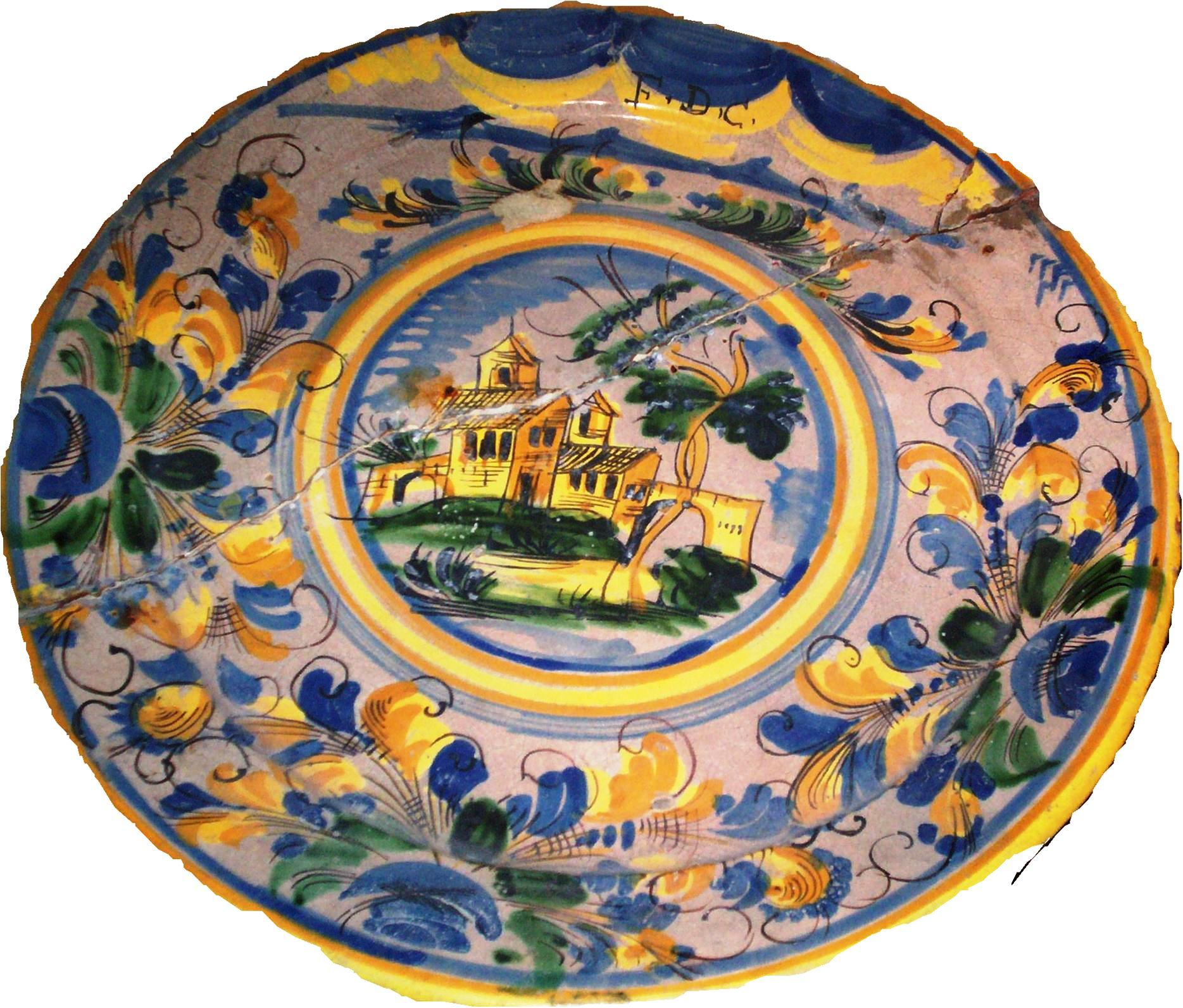
Piatto cerretese settecentesco con decoro paesaggistico e floreale.

La sezione della ceramica antica, vero e proprio fulcro del museo civico, contiene circa quattrocento ceramiche risalenti prevalentemente al '700 senza contare gli innumerevoli frammenti ceramici, in gran parte provenienti da Cerreto antica e che per motivi di spazio sono esposti solo in minima parte all'interno di questa sezione (altre teche contenenti antichi frammenti ceramici, risalenti anche al XII secolo, sono situate nel chiostro e nel centro polifunzionale). Non mancano terrecotte e invetriate risalenti anche al V secolo e una lucerna paleocristiana del VI secolo. Le ceramiche esposte nella sezione provengono prevalentemente dalla raccolta dell'ex Istituto d'arte di Cerreto e da collezioni private: la più cospicua di queste è quella di proprietà della famiglia Mazzacane. Nel cosiddetto "cantinone" vi sono alcune fra le più belle ceramiche cerretesi: piatti da pompa, zuppiere, set di piatti, albarelli blu Cerreto, acquasantiere, orci, anfore, lavabi ed un calamaio commissionato da un notaio nel primo '700. In un ambiente del percorso museale sono esposte anche ceramiche riguardanti altri manifatture (Vietri, Ariano, Laterza, Lodi, Savona ecc.), giunte a Cerreto probabilmente anche grazie agli intensi traffici commerciali che hanno interessato nel passato la cittadina, nota per la produzione e per il commercio di ingenti quantità di panni lana. L'ingresso principale alla sezione della ceramica antica è su via Michele Mattei, quello secondario si affaccia nel chiostro di palazzo Sant'Antonio.
La sezione della ceramica antica, al contrario di quella di arte ceramica contemporanea, non è accessibile ai diversamente abili in quanto le sale, situate a diversi livelli, sono collegate fra loro da scale prive di scivoli, ascensori o altri strumenti atti a superare le barriere architettoniche esistenti. 

#### Sala 1 (ingresso)

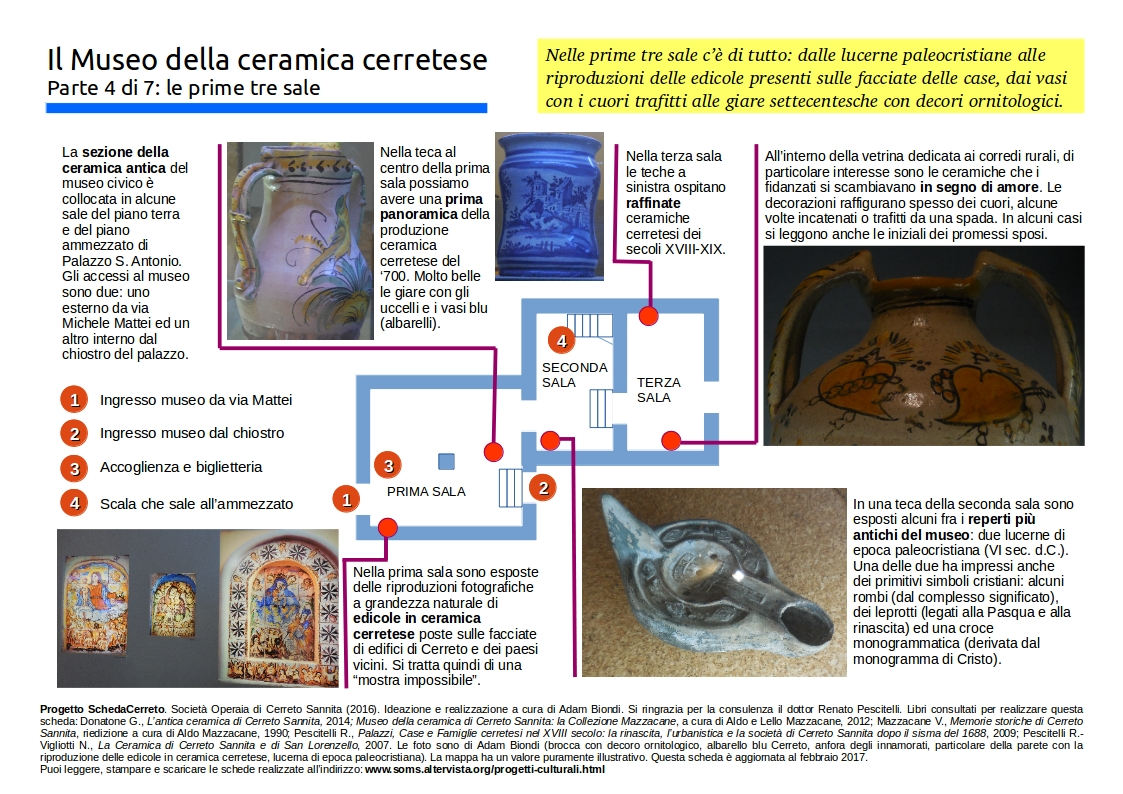
Mappa delle prime tre sale del museo (Progetto SchedaCerreto, Società Operaia di Cerreto Sannita).

La prima sala corrisponde all'ingresso del museo ed è coperta da quattro volte a cupola unite al centro da un massiccio pilastro in pietra locale. Vi trovano posto la biglietteria, il punto informazioni, l'angolo acquisti e la piccola libreria. Nella grande teca situata fra il pilastro e una delle pareti sono situate diverse ceramiche cerretesi risalenti prevalentemente al XVIII secolo. Osservando queste ceramiche è possibile avere già una prima idea della tradizione ceramica cerretese, molto popolare e con decori semplici ma efficaci. I colori sono quelli tradizionali: il giallo, l'arancio, il verde, il blu Cerreto, filettati col manganese. Gli albarelli (donazioni dott. Angelo Barbieri, dott. Renato Pescitelli, Istituto d'arte) sono i tipici vasi da farmacia con decorazioni monocrome in blu Cerreto e raffigurazioni paesaggistiche. Le anfore (collezione Istituto d'arte) hanno dei decori prevalentemente naturalistici e ornitologici.
Lungo le pareti della sala possiamo ammirare delle riproduzioni fotografiche retroilluminate a grandezza naturale di edicole in ceramica cerretese. Si tratta - come hanno avuto modo di raccontare gli allestitori di questa particolare esposizione - di una "mostra impossibile" dato che queste edicole sono situate sulle facciate di edifici di Cerreto e dei paesi vicini: sarebbe impossibile ammirarle dal vivo una dopo l'altra. Tale tipo di mostra, assai innovativa, è stata sperimentata più volte negli ultimi anni a livello nazionale nelle mostre dedicate a Caravaggio, Raffaello e Michelangelo, mostrando nello stesso luogo capolavori che nella realtà sono sparsi nei musei di tutto il mondo.

#### Sala 2 (del camino)

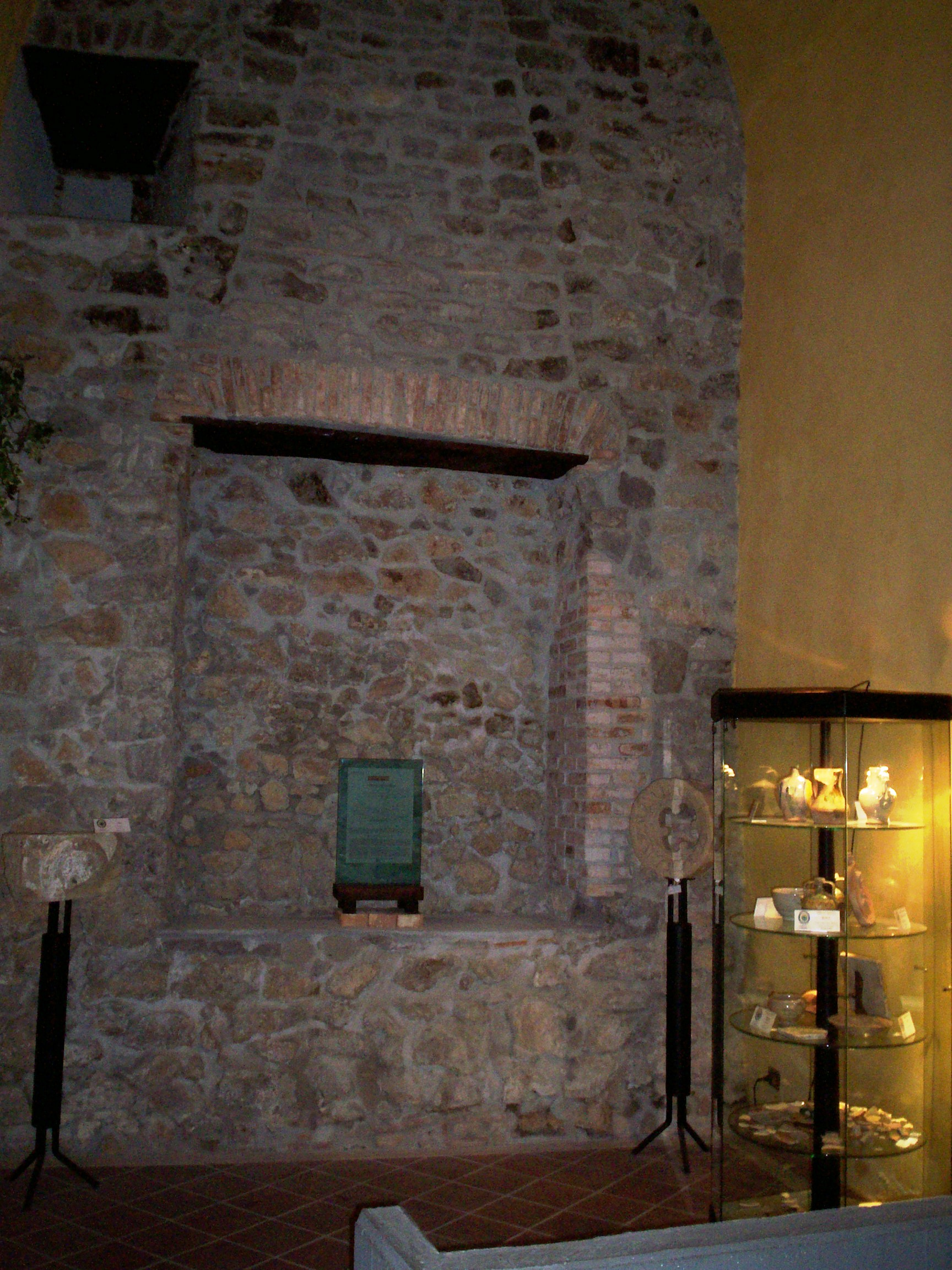
Scorcio della seconda sala nel 2008 (non era stata ancora realizzata la scala in ferro e legno che conduce alle sale del piano ammezzato).

La sala prende il nome dal grande camino situato nella parete sinistra. La bocca del camino ospita un'altra riproduzione fotografica di un'edicola in ceramica cerretese raffigurante la Madonna con i Santi Michele Arcangelo e Antonio di Padova. I reperti lapidei esposti provengono dall'antica Cerreto: particolarmente interessanti il capitello corinzio e il piccolo rosone. Una teca a muro raccoglie diversi frammenti ceramici rinvenuti occasionalmente presso l'antica Cerreto prima degli scavi archeologici effettuati nel 2012. In un'altra teca sono conservati alcuni fra i reperti più antichi del museo: si tratta di due lucerne di epoca paleocristiana (III-VI secolo).

#### Sala 3 (dei corredi)
La terza sala raccoglie ceramiche corredali scambiate all'atto del fidanzamento ufficiale o del matrimonio. Nella vetrina a destra sono esposte anfore cosiddette "amatorie" sulle cui superfici è possibile notare cuori incatenati trafitti da spade, frecce ed altri riferimenti all'amore e alla vita coniugale. Sono presenti anche dei piatti nuziali con le iniziali degli sposi. Vi possiamo anche ammirare una zuppiera con presentatoio, ceramica di inizio '800 assai diversa dalle belle e pompose zuppiere cerretesi tradizionali. Bisogna tener presente che le botteghe ceramiche non erano uguali e non avevano la stessa clientela: in questo caso è chiaro che la produzione è più rustica e meno fine mentre la committenza era probabilmente contadina o poco facoltosa.
Nella vetrina opposta sono collocate altre ceramiche facenti parti dei corredi rurali, alcune delle quali presentano smalto e decorazioni più fini. In alto sono situate due altre tipologie di zuppiere ottocentesche: la zuppiera ovale e schiacciata, è dipinta con motivi a campanule pendenti e filettature gialle mentre il pomello rappresenta una spiga di grano; la zuppiera bianca con decori in solo color manganese è degli inizi del 1800 ed è stata attribuita al ceramista cerretese Tommaso Marchitto, ottimo imitatore di decori all'antica. Le coppe racchiuse nelle corone di alloro riprendono infatti temi della pittura pompeiana.
Interessanti i due esempi di vassoietti a "mancerina": si tratta di due vassoi al cui centro sono situate altrettante coppette destinate ad accogliere la cioccolata. Questo tipo di ceramiche, molto diffuso in Spagna, è assai raro nell'Italia meridionale.

#### Sala 4 (salone del cantinone)

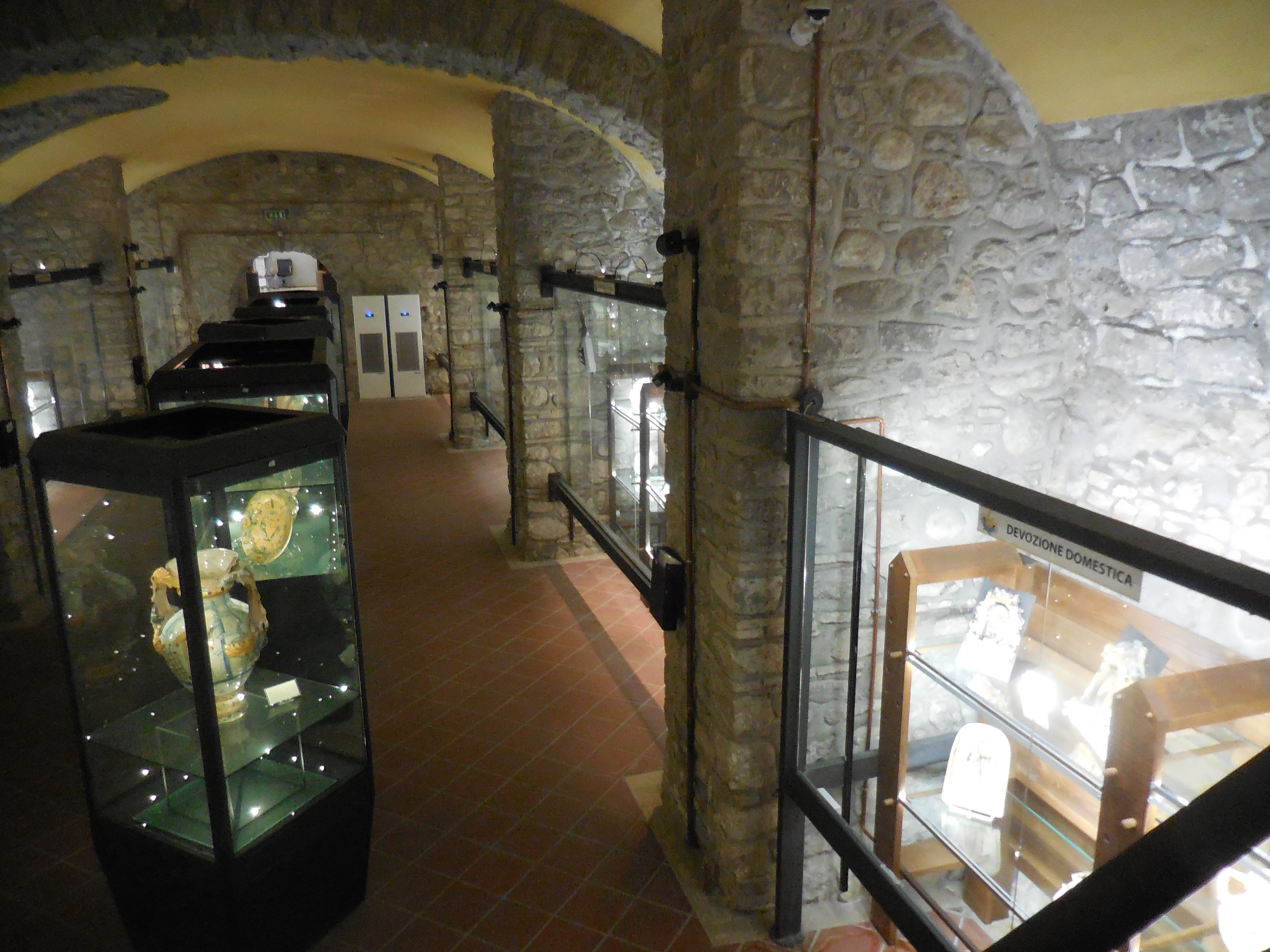
Scorcio del cantinone (2017).

Il vasto ambiente era un tempo adibito a cantina. Nel 1809, quando i commissari regi visitarono il convento al fine di redigere l'inventario della soppressione, erano custodite nel cantinone ventinove botti, dal contenuto pari a seicentosettanta barili. I frati conventuali di Cerreto possedevano circa 5 km² di terreni tenuti perlopiù a uliveti e vigneti e proprio in questo ambiente veniva custodito il vino prodotto nelle masserie rurali di proprietà del monastero. Nei pressi dell'ingresso al cantinone è possibile vedere una sezione del cunicolo fognario che conduceva al torrente Titerno. Diverse leggende sono sorte su questo cunicolo, una delle quali lo identifica come via di fuga in caso di pericolo.
Nella vetrina che sovrasta il cunicolo sono collocate alcune fra le più belle ceramiche cerretesi, molte delle quali sono state realizzate nella bottega di Nicolò Russo, il primo dei ceramisti cerretesi del '700. Le due mensole, modellate a rilievo e decorate con i tipici colori cerretesi, prendevano spunto probabilmente dai mascheroni e dagli stucchi che ancora oggi adornano alcuni palazzi di Cerreto. I gocciolatoi invece venivano usati nelle sacrestie delle chiese: muniti di rubinetto, erogavano l'acqua che era stata precedentemente versata nella parte superiore. Sono andati in disuso a partire dalla nascita dei moderni acquedotti. Il piatto di presentazione (1730 circa) ripropone i colori tipici cerretesi dominati dal giallo. Il decoro esterno con grossi fiori è di ispirazione iberica (decoro botifarrer) ed è abbastanza ricorrente nella ceramica cerretese. Di particolare interesse è il calamaio, vero e proprio simbolo della collezione Mazzacane, immortalato già nel 1990 nella copertina delle Memorie Storiche di Cerreto Sannita di Vincenzo Mazzacane. Il calamaio presenta i colori tipici cerretesi ed ha diverse parti plastiche formate prevalentemente da putti. Le due vaschette erano destinate a custodire l'inchiostro. Lo stemma è della famiglia Rosato: il calamaio infatti fu usato dal notaio Giovan Camillo Rosato, sposatosi nel 1730 con una parente del maestro Nicolò Russo, autore dell'opera. Giovan Camillo è stato protagonista, in giovane età, di un vero e proprio miracolo narrato minuziosamente da un atto di notar Ettore Cappella. Nella vetrina, infine, sono presenti anche alcune acquasantiere: quella raffigurante San Domenico è molto elaborata dal punto di vista compositivo, con le colonne ed i capitelli decorati con motivi floreali che vanno a sostenere l'arco centrale. La vaschetta destinata a contenere l'acqua benedetta rappresenta un angelo ed è contornata da foglie a rilievo.
Nella prima vetrina destra sono collocati alcuni esempi di zuppiere cerretesi, decorate con fiori e foglie di colore verde e arancio. Nella vetrina successiva si distingue per originalità l'orcio azzurro cinerino con un cane. Il piatto con il “pettirosso cerretese” presenta una decorazione circolare “alla pavona”, tipica di Cerreto. Segue una vetrina dedicata esclusivamente ai vasi da farmacia (albarelli). Ce ne sono di tutte le dimensioni anche se il colore è sempre il blu Cerreto, ottenuto dalla particolare miscelazione del cobalto e dell'ossido di rame. Il piatto reale attribuito alla bottega di Nicolò Russo, collocato nella seconda vetrina centrale, possiede una ricca decorazione chiaramente ispirata a precedenti esemplari spagnoli e napoletani. La tavolozza è quella dei tipici colori della ceramica cerretese mentre il felino al centro, originariamente indicato come un leone, è forse un leopardo. Sorprende per la grandezza e per la sorprendente qualità decorativa la grande idria da pompa (ultima vetrina centrale), appartenente alla Collezione Mazzacane. L'idria fu probabilmente realizzata a Napoli nella seconda metà del '700 ed era destinata alla spezieria della Certosa di Padula, dedicata a S. Lorenzo martire, raffigurato sull'idria. La parte opposta è invece dominata da una scena monocroma con due soldati e una donna in navigazione. Le scale conducono all'attrezzato laboratorio ceramico del centro polifunzionale.

#### Sala 5 (atrio ammezzato)

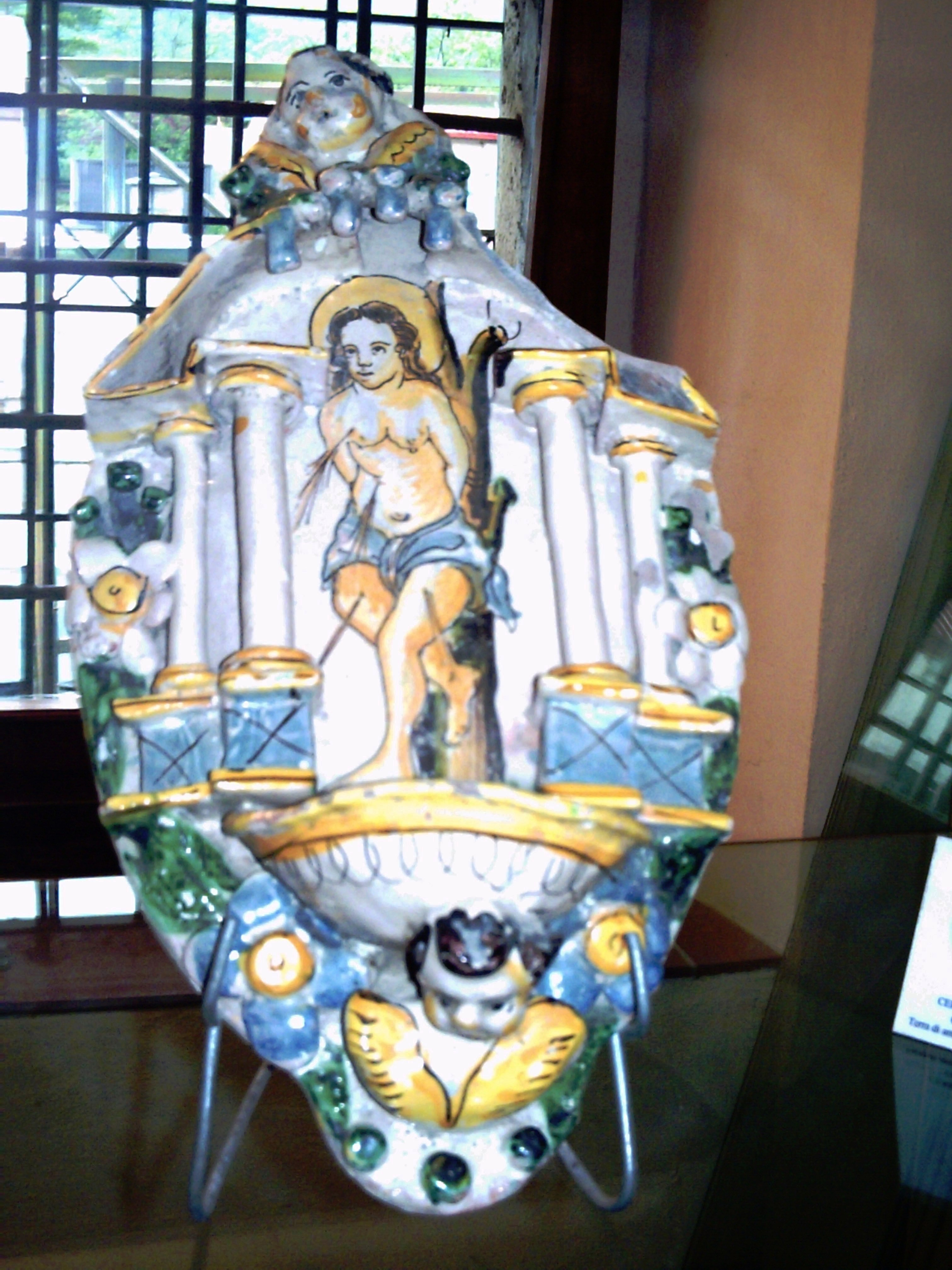
Acquasantiera cerretese raffigurante San Sebastiano custodita nel salone dell'ammezzato.

Al piano ammezzato si accede attraverso la scala in legno e ferro situata nella seconda sala. Nel piccolo atrio del piano ammezzato vi è l'accesso ai servizi igienici e, attraverso alcuni gradini, al salone dell'ammezzato. Nell'atrio sono situate due vetrine contenenti alcuni dei 1640 frammenti ceramici trovati durante gli scavi archeologici di Cerreto antica (campagna di scavo del 2012). Alcuni frammenti risalgono anche all'XI secolo. Interessante è l'antichissima brocchetta a corpo globulare datata al V secolo a.C., rinvenuta strutturalmente integra. Fra i frammenti vi sono anche alcuni esempi di graffita policroma (XV-XVI secolo) definiti interessanti dall'esperto ceramologo che ha esaminato i reperti.

#### Sala 6 (salone dell'ammezzato)
Questo vasto ambiente (un tempo era il granaio del convento) corrisponde anche al nucleo originario del museo civico della ceramica cerretese: il primo allestimento, inaugurato nel 1995, era compreso in questa sala e con il passare del tempo si è ingrandito negli ambienti del piano terra e seminterrato.
Nel salone dell'ammezzato sono ospitate prevalentemente ceramiche non cerretesi provenienti innanzitutto da Ariano Irpino e da Laterza, centri con cui Cerreto in passato aveva importanti scambi commerciali grazie alla transumanza. Particolarmente interessante è la pipa in ceramica realizzata dalla Real Fabbrica di San Carlo di Caserta (1754-56), oggetto dalla fattura prestigiosa che rimanda a una committenza altolocata. L'albarello realizzato dal savonese Marco Antonio Ghirardi ha una decorazione molto fine imperniata su una casa fortificata centrale. Nell'ultima vetrina destra sono conservate altre ceramiche cerretesi. Spiccano l'acquasantiera raffigurante San Sebastiano e il piatto da pompa avente nel mezzo un leone, dalla bella criniera, immortalato mentre cammina.

### Centro polifunzionale

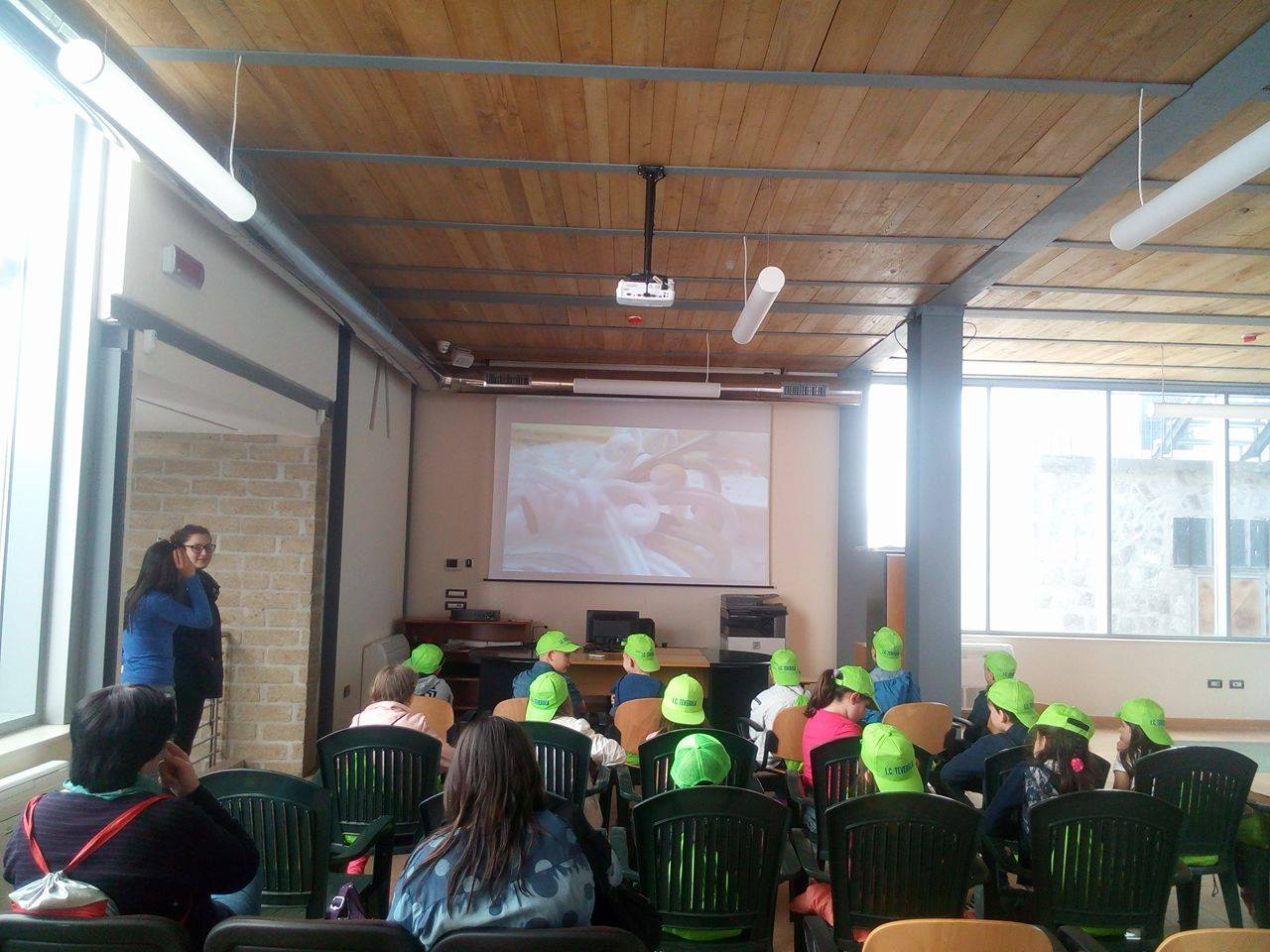
Una scolaresca assiste alla proiezione di un documentario sulla ceramica nel centro polifunzionale.

L'accesso al centro polifunzionale avviene dalla sala del cantinone, dal chiostro oppure, esternamente, da via Cavallotti nel portico della Società operaia di Cerreto Sannita. Nel piano inferiore è presente un attrezzato laboratorio ceramico utilizzato da gruppi prenotati e scolaresche al fine di apprendere manualmente le tecniche di lavorazione dell'argilla e di realizzazione delle maioliche. Vi si può ammirare anche la sezione di una delle sepolture della chiesa di Sant'Antonio: fino al terremoto del 1805 lo spazio occupato dal centro funzionale ospitava il presbiterio e la cupola della chiesa. Dopo il crollo del 1805 non furono più ricostruiti.
Nel piano superiore c'è una vasta sala utilizzata per conferenze, convegni e mostre. Vi è anche un proiettore utilizzato per proiettare alcuni brevi documentari visualizzabili dai gruppi turistici che visitano il museo. In alcune vetrine situate sia nel piano superiore che in quello inferiore sono custoditi alcuni reperti rinvenuti durante gli scavi archeologici di Cerreto antica (2012-16).

### Sezione della ceramica contemporanea

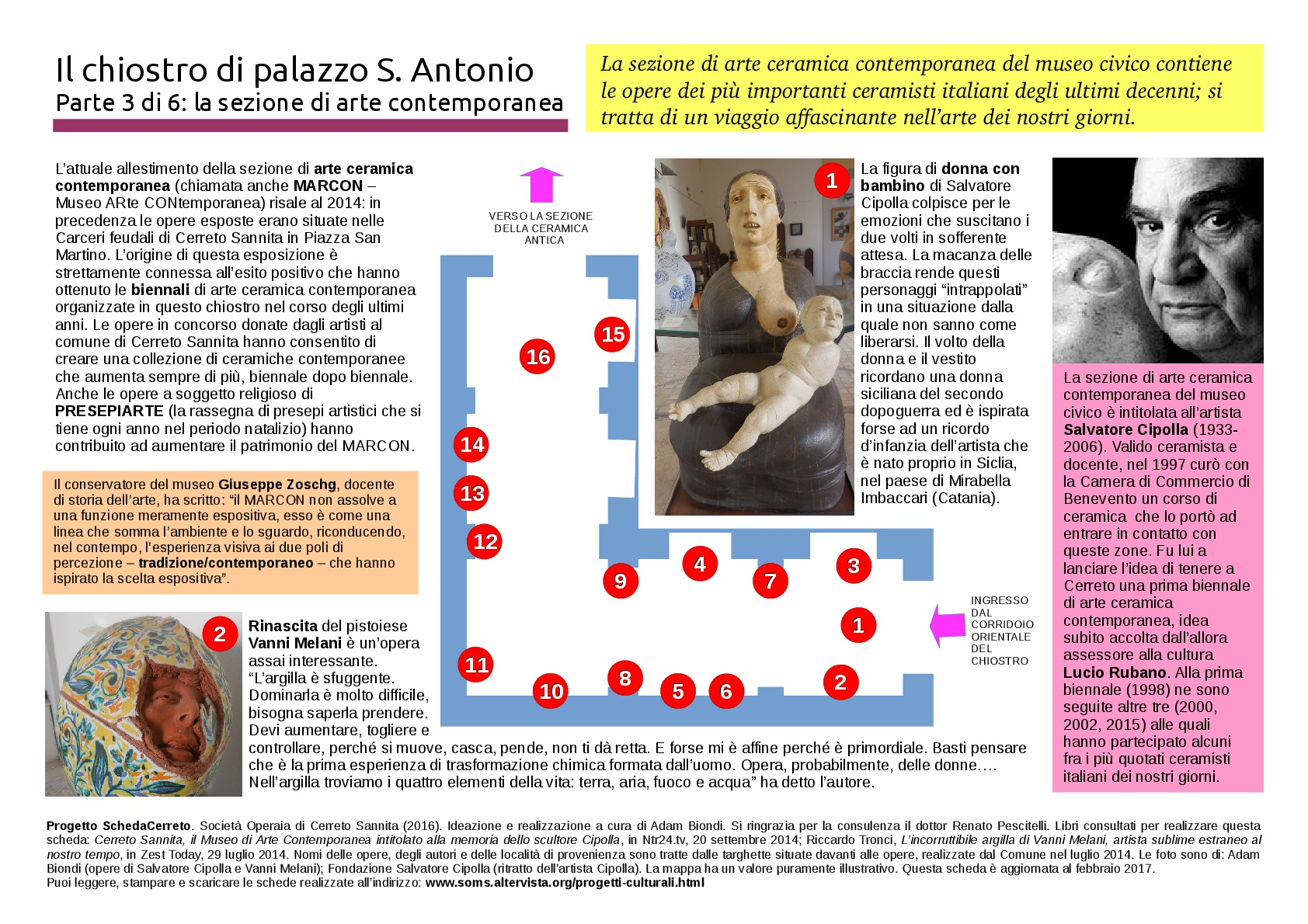
Mappa della sezione di arte ceramica contemporanea del museo civico (Progetto SchedaCerreto, Società Operaia di Cerreto Sannita).

Nel chiostro di palazzo Sant'Antonio è allestita la sezione di arte ceramica contemporanea che raccoglie le ceramiche realizzate dagli artisti che hanno partecipato alle edizioni delle biennali di arte ceramica contemporanea di Cerreto Sannita. L'esposizione è dedicata al maestro Salvatore Cipolla, un ceramista italiano che nel 1997 lanciò l'idea di tenere a Cerreto una prima biennale di arte ceramica contemporanea. Alla prima biennale (1998) ne sono seguite altre tre (2000, 2002, 2015) alle quali hanno partecipato alcuni fra i più quotati ceramisti italiani dei nostri giorni.
L'attuale allestimento della sezione di arte ceramica contemporanea (chiamata anche MARCON – Museo ARte CONtemporanea) risale al 2014: in precedenza le opere esposte erano situate nelle Carceri feudali di Cerreto Sannita in Piazza San Martino. L'origine di questa esposizione è strettamente connessa all'esito positivo che hanno ottenuto le biennali di arte ceramica contemporanea organizzate in questo chiostro nel corso degli ultimi anni. Le opere in concorso donate dagli artisti al comune di Cerreto Sannita hanno consentito di creare una collezione di ceramiche contemporanee che aumenta sempre di più, biennale dopo biennale. Anche le opere a soggetto religioso di PRESEPIARTE (la rassegna di presepi artistici che si tiene ogni anno nel periodo natalizio) hanno contribuito ad aumentare il patrimonio del MARCON.